# Urho Kujanpää
Urho Väinö Johannes Kujanpää (* 18. Mai 1997 in Ylöjärvi) ist ein finnischer Leichtathlet, der sich auf den Stabhochsprung spezialisiert hat.

## Sportliche Laufbahn
Erste internationale Erfahrungen sammelte Urho Kujanpää beim Europäischen Olympischen Jugendfestival (EYOF) 2013 in Utrecht, bei dem er mit übersprungenen 4,70 m den vierten Platz belegte. 2016 erreichte er bei den U20-Weltmeisterschaften in Bydgoszcz mit 5,00 m Rang 14 und im Jahr darauf schied er bei den U23-Europameisterschaften ebendort mit 5,00 m in der Qualifikationsrunde aus. 2018 startete er bei den Europameisterschaften in Berlin, verpasste aber auch dort mit 5,36 m den Finaleinzug. 2019 erreichte er bei den U23-Europameisterschaften in Gävle mit 5,30 m Rang neun und 2021 schied er bei den Halleneuropameisterschaften in Toruń mit 5,35 m in der Vorrunde aus. Im Jahr darauf belegte er bei den Europameisterschaften in München mit 5,50 m den neunten Platz und im Jahr darauf verpasste er bei den Halleneuropameisterschaften in Istanbul mit 5,40 m den Finaleinzug. Im August siegte er mit 5,55 m bei den World University Games in Chengdu und kurz darauf schied er bei den Weltmeisterschaften in Budapest ohne einen gültigen Versuch in der Qualifikationsrunde aus. 2024 verpasste er bei den Europameisterschaften in Rom mit 5,45 m den Finaleinzug und auch bei den Olympischen Sommerspielen in Paris schied er mit 5,40 m in der Qualifikationsrunde aus.
2025 schied er bei den Halleneuropameisterschaften in Apeldoorn mit 5,25 m in der Vorrunde aus.
In den Jahren 2018 und 2022 wurde Kujanpää finnischer Meister im Stabhochsprung im Freien sowie in den Jahren von 2017 bis 2022 und 2024 in der Halle.